# مهلب بن ابی‌صفره
مُهَلَّب بن ابی صُفره (عربی: أبو سعيد، المهلّب بن أبي صفرة الأزدي؛ ۳۰ نوامبر ۶۳۱ میلادی– فوریهٔ ۷۰۲ میلادی) جنگجو و فرماندهٔ نظامی أزدی بود که در دورهٔ خلافت امویان، استاندار استان پارس بود.
او پدر یزید بن مهلب است.
مهلب در سالهای پایانی عمرش، استاندار حجاج در خراسان بود و پس از مرگ او، پسرش، یزید بن مهلب استاندار خراسان شد.

## مهلب و آل زبیر
گفته شده هنگامی که عبدالله بن زبیر، خلیفه زبیری، برادرش مصعب را به قصد سرکوبی قیام مختار ثقفی به جنگ با او فرستاد، مهلب نیز به دستور عبدالله ابن زبیر به عنوان مشاور از اهواز به نزد مصعب رفت و در میان مشاوران نزدیک مصعب بوده و به او در زمان‌های مورد نیاز مشورت می‌داده است. همچنین او در سه نبرد معروف زبیریان و مختاریان یعنی حَروراء، مَذار و نبرد کوفه نیز حضور داشته است.